# Vojenský památník Monte Grappa

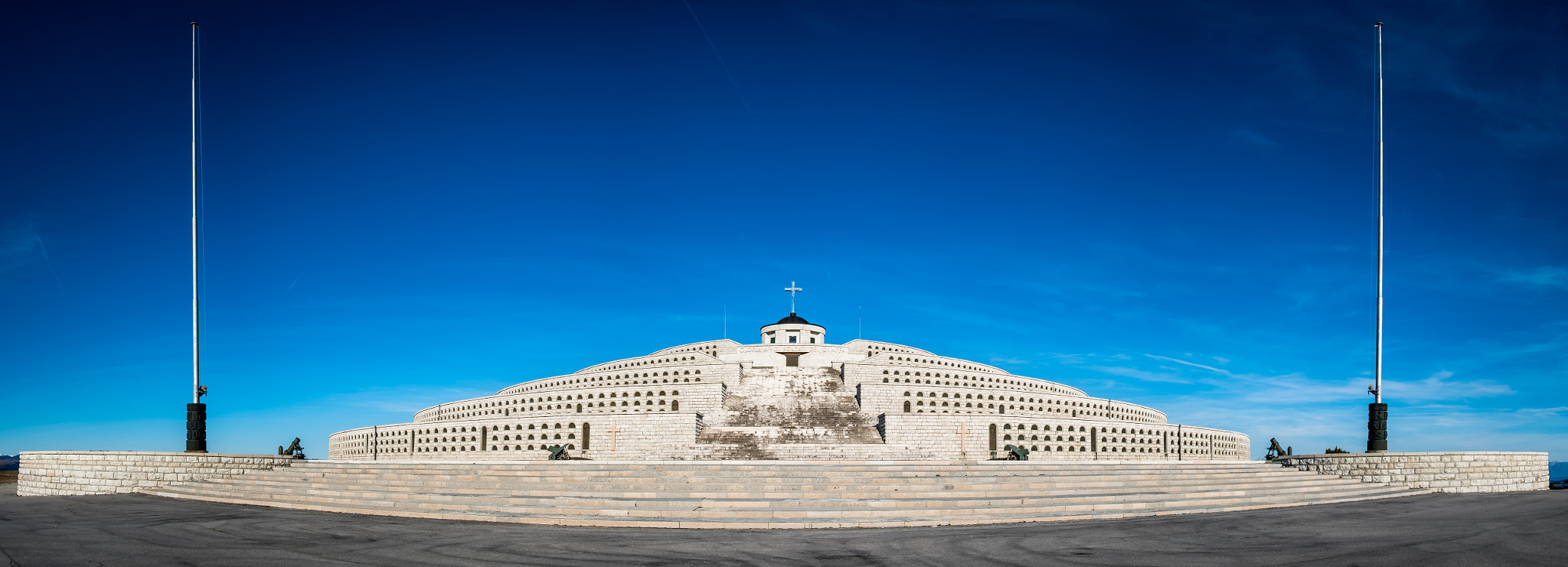
Památník Monte Grappa

Vojenský památník Monte Grappa je největší italská vojenská kostnice první světové války. Nachází se na vrcholu Monte Grappa (na hranici provincií Treviso a Vicenza) v nadmořské výšce 1776 metrů. Přístupovou cestu k památníku tvoří tzv. Strada Cadorna, vojenská silnice postavená italskou armádou na rozkaz generála Luigiho Cadorny v roce 1917 pro přísun stavebního materiálu pro opevnění Monte Grappa.

## Historie
Průzkum provedený italskou Hlavní komisí pro památku obětí války v roce 1920 ukázal, že v masivu Monte Grappa bylo umístěno 140 malých hřbitovů s ostatky asi 40 000 obětí bojů. V roce 1923 byl zřízen výbor, který měl za cíl shromáždit všechny ostatky k opětovnému pohřbení přímo na vrcholu Monte Grappa. Roku 1925 bylo rozhodnuto o výstavbě jednoho monumentálního hřbitova v tunelech pod vrcholem hory, ale po dokončení prací se v nově zbudovaných tunelech objevily problémy s vlhkostí a Mussolini projekt nakonec neschválil. Výbor byl rozpuštěn a v roce 1932 Mussolini pověřil novou komisi pod vedením generála Ugo Ceie vybudováním patřičně monumentální kostnice. Bylo proto rozhodnuto postavit venkovní vojenskou svatyni, která hoře dominuje dodnes.
Návrh vytvořila stejná dvojice jako válečný památník v Redipuglii a italskou kostnici v Kobaridu - architekt Giovanni Greppi a sochař Giannino Castiglioni. Stavba trvala osm měsíců a účastnilo se jí 3 000 pracovníků. Svatyně byla slavnostně otevřena 22. září 1935. Skládá se ze série půlkruhových pater zmenšujícího se průměru, která vedou k vrcholu svatyně. Charakteristickým prvkem svatyně je motiv kolumbária použitý pro výklenky, v nichž jsou uložena těla padlých vojáků. Tento motiv spolu s použitím kamene a bronzu pro uzavření výklenků připomíná římský klasicismus, který byl během fašistického období velmi oblíbený.

## Konstrukční prvky

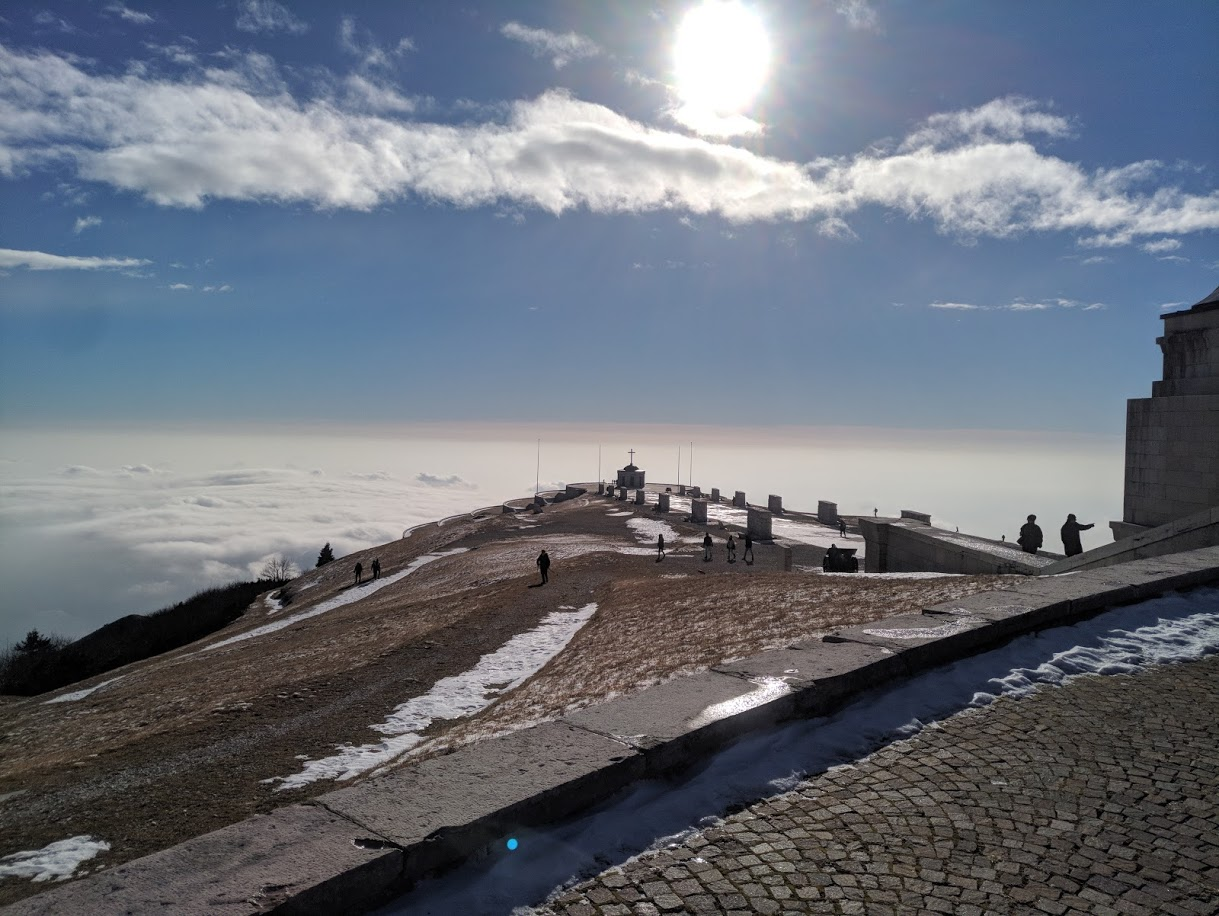
Monte Grappa

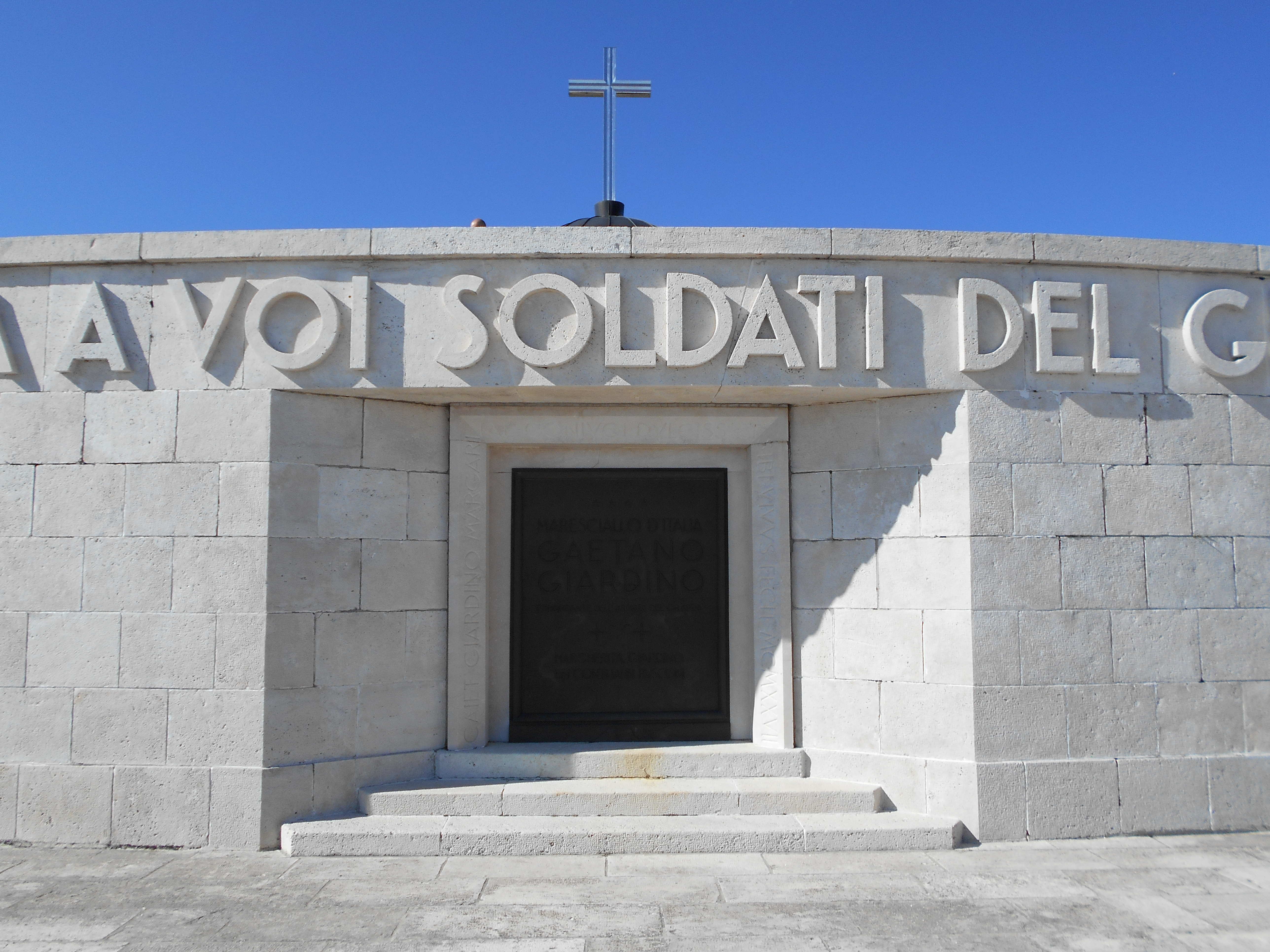
Hrob maršála Giardina

Ve svatyni jsou uloženy ostatky 22 950 vojáků. Severní sektor je tvořen rakousko-uherskou kostnicí s ostatky 10 295 mrtvých, z nichž pouhých 295 je známých jménem. V jižním sektoru se pak nachází italská kostnice s ostatky 12 615 mrtvých, z nichž 2 283 je známých jménem. Mezi nimi vede 300 m dlouhá Via Eroica (Cesta hrdinů). Podél ní je umístěno 14 monolitů, které nesou názvy okolních horských vrcholů, které byly během války dějištěm intenzivních bojů. Podél cesty je pohřbeno 40 vojáků, jejichž pozůstatky byly nalezeny až po dokončení stavby svatyně. Na začátku cesty (tedy na severním konci) se nachází Portale Roma, navržený a postavený architektem Alessandrem Limongellim. Na portálu je vyřezán nápis: „Monte Grappa, ty jsi můj domov“, což je první verš italské písně „Monte Grappa“, která vznikla v roce 1918 na oslavu obránců masivu před rakousko-uherskými útoky.
Ve středu italské kostnice je umístěna kaple Madony del Grappa, jejíž sochu na vrchol nechal již 4. srpna 1901 umístit benátský patriarcha Giuseppe Sarto (pozdější papež Pius X.) jakožto symbol křesťanské víry Benátčanů. Během první světové války se socha ocitla přímo na bojišti a byla poškozena rakouským granátem. Po válce byla odstraněna kvůli opravě a restauraci a následně byla vystavována v řadě měst, než byla vrácena na své původní místo do kaple, kolem níž byl později vybudován celý památník.
Svatyně také obsahuje hrob maršála Gaetana Giardina, který velel italským silám na hoře během obranných bojů v letech 1917–1918.